# Wilhelm Rauscher
Wilhelm Rauscher est un orfèvre allemand né en 1864 à Aix-la-Chapelle, décédé en 1925.

## Biographie
Wilhelm Rauscher fut actif à Fulda, où il établit sa firme d'orfèvrerie religieuse. Il diffusait ses productions grâce à des catalogues imprimés, rédigés en allemand ou en anglais, avec un tarif pour chaque objet liturgique.

## Exposition
Der Päpstliche Hofjuwelier, Hof-& Domgoldschmied in Fulda
- Fulda, Vonderau Museum du 8 février 2008 au 28 avril 2008
- Francfort-sur-le-Main, Dommuseum du 15 mai au 20 juillet 2008
- Limburg an der Lahn, Diözesanmuseum du 8 août au 19 octobre 2008